# Prospect (Ohio)
Prospect – wieś w Stanach Zjednoczonych, w stanie Ohio, w hrabstwie Marion.